# Team Arkéa Samsic/2023
Deze pagina geeft een overzicht van de Arkéa-Samsic-wielerploeg in 2023.

## Algemene gegevens
Teammanager: Emmanuel Hubert
Ploegleiders: Yvon Caer, Arnaud Gérard, Sébastien Hinault, Mickaël Leveau, Frederic Ostian, Théo Ouvrard, Franck Renimel, Kévin Rinaldi, Roger Trehin, Jasper Vaeck
Fietsmerk: Bianchi

## Renners
| Naam                | Geboortedatum | Nationaliteit       | Ploeg 2022                      |
| ------------------- | ------------- | ------------------- | ------------------------------- |
| Warren Barguil      | 28-10-1991    | Frankrijk           |                                 |
| Louis Barré         | 06-04-2000    | Frankrijk           |                                 |
| Jenthe Biermans     | 30-10-1995    | België              | Israel-Premier Tech             |
| Maxime Bouet        | 03-11-1986    | Frankrijk           |                                 |
| Nacer Bouhanni      | 25-07-1990    | Frankrijk           |                                 |
| Amaury Capiot       | 25-06-1993    | België              |                                 |
| Clément Champoussin | 29-05-1998    | Frankrijk           | AG2R-Citroën                    |
| Ewen Costiou        | 10-11-2002    | Frankrijk           | Côtes d'Armor-Marie Morin-U     |
| David Dekker        | 02-02-1998    | Nederland           | Jumbo-Visma                     |
| Anthony Delaplace   | 11-09-1989    | Frankrijk           |                                 |
| Arnaud Démare*      | 26-08-1991    | Frankrijk           | Groupama-FDJ                    |
| Nicolas Edet        | 01-12-1987    | Frankrijk           |                                 |
| Élie Gesbert        | 01-07-1995    | Frankrijk           |                                 |
| Donavan Grondin     | 26-09-2000    | Frankrijk           |                                 |
| Thibault Guernalec  | 31-07-1997    | Frankrijk           |                                 |
| Simon Guglielmi     | 01-07-1997    | Frankrijk           |                                 |
| Hugo Hofstetter     | 13-02-1994    | Frankrijk           |                                 |
| Mathis Le Berre     | 16-04-2001    | Frankrijk           | Côtes d'Armor-Marie Morin-U     |
| Kévin Ledanois      | 13-07-1993    | Frankrijk           |                                 |
| Matis Louvel        | 19-07-1999    | Frankrijk           |                                 |
| Daniel McLay        | 03-01-1992    | Verenigd Koninkrijk |                                 |
| Luca Mozzato        | 15-02-1998    | Italië              | B&B Hotels-KTM                  |
| Łukasz Owsian       | 24-02-1990    | Polen               |                                 |
| Laurent Pichon      | 19-07-1986    | Frankrijk           |                                 |
| Andrii Ponomar**    | 05-09-2002    | Oekraïne            | Drone Hopper-Androni Giocattoli |
| Michel Ries         | 11-03-1998    | Luxemburg           |                                 |
| Alan Riou           | 02-04-1997    | Frankrijk           |                                 |
| Cristián Rodríguez  | 03-03-1995    | Spanje              | TotalEnergies                   |
| Clément Russo       | 20-01-1995    | Frankrijk           |                                 |
| Kévin Vauquelin     | 26-04-2001    | Frankrijk           |                                 |
| Alessandro Verre    | 17-11-2001    | Italië              |                                 |

* vanaf 1/8 
** tot 31/7 

### Stagiairs
Per 1 augustus 2023
| Naam            | Geboortedatum | Nationaliteit | Vorige ploeg                 |
| --------------- | ------------- | ------------- | ---------------------------- |
| Florian Dauphin | 06-04-1999    | Frankrijk     | Cre'Actuel-Marie Morin-U 22  |
| Baptiste Gillet | 29-11-2004    | Frankrijk     | Morbihan Fybolia GOA         |
| Martin Tjøtta   | 27-1-2001     | Noorwegen     | Bourg-en-Bresse Ain Cyclisme |

### Vertrokken
| Naam                  | Geboortedatum | Nationaliteit       | Ploeg 2023                    |
| --------------------- | ------------- | ------------------- | ----------------------------- |
| Winner Anacona        | 11-08-1988    | Colombia            | Colombia Pacto por el Deporte |
| Benjamin Declercq     | 04-02-1994    | België              | Gestopt                       |
| Miguel Eduardo Flórez | 21-02-1996    | Colombia            | GW Shimano-Sidermec           |
| Romain Hardy          | 24-08-1988    | Frankrijk           | UC Briochine-Bleu Mercure     |
| Christophe Noppe      | 29-11-1994    | België              | Cofidis                       |
| Markus Pajur          | 23-09-2000    | Estland             | Tartu2024 Cycling Team        |
| Dayer Quintana        | 10-08-1992    | Colombia            | Colombia Pacto por el Deporte |
| Nairo Quintana        | 04-02-1990    | Colombia            | ?                             |
| Connor Swift          | 30-10-1995    | Verenigd Koninkrijk | INEOS Grenadiers              |

## Overwinningen
| Muscat Classic Jenthe Biermans Ronde van de Alpes-Maritimes en de Var 1e etappe: Kévin Vauquelin Eindklassement: Kévin Vauquelin Jongerenklassement: Kévin Vauquelin Ronde van de Jura Kévin Vauquelin Ronde van de Limousin-Nouvelle-Aquitaine 2e etappe: Luca Mozzato Arctic Race of Norway 4e etappe: Clément Champoussin Puntenklassement: Clément Champoussin Ronde van Luxemburg 2e etappe: Jenthe Biermans | Ronde van de Vendée Arnaud Démare Binche-Chimay-Binche Luca Mozzato Parijs-Bourges Arnaud Démare |  |

AG2R-Citroën · Alpecin-Deceuninck · Astana Qazaqstan · Bahrain Victorious · BORA-hansgrohe · Cofidis · EF Education-EasyPost · Groupama-FDJ · INEOS Grenadiers · Intermarché-Circus-Wanty  · Jumbo-Visma · Movistar Team · Soudal-Quick Step · Team Arkéa Samsic · Team DSM · Team Jayco AlUla · Trek-Segafredo · UAE Team Emirates
Mannen: 2005 · 2006 · 2007 · 2008 · 2009 · 2010 · 2011 · 2012 · 2013 · 2014 · 2015 · 2016 · 2017 · 2018 · 2019 · 2020 · 2021 · 2022 · 2023 · 2024 · 2025
Vrouwen: 2020 · 2021 · 2022 · 2023 · 2024 · 2025